# Жаненцин
Жаненцин (пол. Żanęcin) — село в Польщі, у гміні Вйонзовна Отвоцького повіту Мазовецького воєводства.
Населення — 369 осіб (2011).
У 1975-1998 роках село належало до Варшавського воєводства.

## Демографія
Демографічна структура станом на 31 березня 2011 року:
|          | Загалом | Допрацездатний вік | Працездатний вік | Постпрацездатний вік |
| -------- | ------- | ------------------ | ---------------- | -------------------- |
| Чоловіки | 191     | 47                 | 131              | 13                   |
| Жінки    | 178     | 35                 | 107              | 36                   |
| Разом    | 369     | 82                 | 238              | 49                   |